# Bioindicador
Un bioindicador es un indicador consistente en una especie vegetal, hongo o animal; o formado por un grupo de especies (grupo eco-sociológico) o agrupación vegetal cuya presencia (o estado) nos da información sobre ciertas características ecológicas, (físico-químicas, micro-climáticas, biológicas y funcionales), del medio ambiente, o sobre el impacto de ciertas prácticas en el medio. Se utilizan sobre todo para la evaluación ambiental (seguimiento del estado del medio  ambiente, o de la eficacia de las medidas compensatorias, o restauradoras).

## Principios
El principio consiste en observar los efectos biológicos, individualmente o en las poblaciones de diferentes ecosistemas (a escala de la biosfera o a veces de grandes biomas).

 Estos efectos deben ser medibles vía la observación de diversos grados de alteraciones morfológicas, alteraciones de comportamiento, de los tejidos o fisiológicas (crecimiento y reproducción), lo que, en casos extremos, lleva a la muerte de estos individuos o a la desaparición de una población.
El liquen, por ejemplo, es un bioindicador eficaz de la contaminación del aire en un bosque o en una ciudad. Existen otros indicadores para medir los efectos sobre la diversidad biológica.

## Propiedades de un buen bioindicador
- Debe estar suficiente (normalmente, o anormalmente) disperso en el territorio y ser relativamente abundante y, si es posible, fácilmente detectable.
- A menos que se quiera medir la movilidad de las especies, debe ser lo más sedentario posible para reflejar las condiciones locales.
- Debe tener un tamaño que permita el estudio de los diferentes tejidos y sus componentes (músculos, huesos, los órganos en el caso de un animal ...).
- Debe tolerar los contaminantes en concentraciones similares a las observadas en el medio ambiente contaminado, sin efectos letales.
- También debe sobrevivir fuera del medio natural y tolerar las diferentes condiciones de laboratorio (pH, temperatura, ...).
- Una especie vegetal puede ser representativa de cada uno de los pisos térmicos (o varios de ellos) según sea su propia adaptación a la franja altitudinal con sus características que varían según la altura (adaptación a la temperatura, insolación, humedad, etc.).

Los bioindicadores son útiles en los programas de evaluación ambiental estratégica.

## Biovigilancia de la calidad del aire

### Definición
La bioindicación relativa a la calidad del aire es la utilización de organismos sensibles a un determinado contaminante con efectos visibles macroscópicamente o microscópicamente para evaluar la calidad del aire. Proporciona un análisis de información sobre la contaminación atmosférica y permite evaluar directamente el impacto de los contaminantes ambientales.
La observación de los organismos bioindicadores completa generalmente los dispositivos de medida automáticos, u orientan la elección de las moléculas a analizar.

### Ejemplos

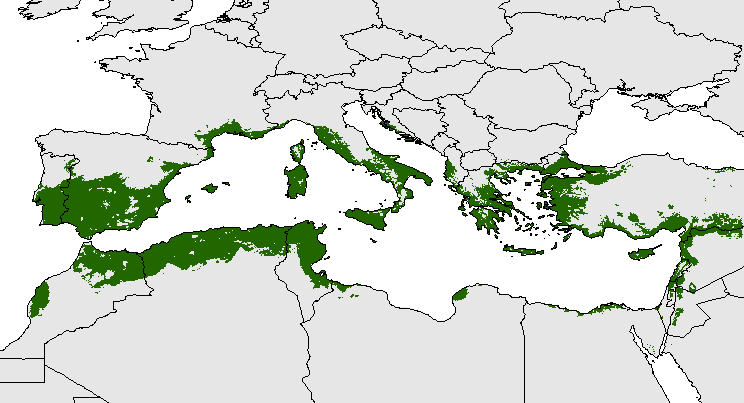
Distribución potencial del olivo en la Cuenca del Mediterráneo. El olivo es considerado uno de los mejores indicadores biológicos de la Cuenca del Mediterráneo (Oteros, 2014).

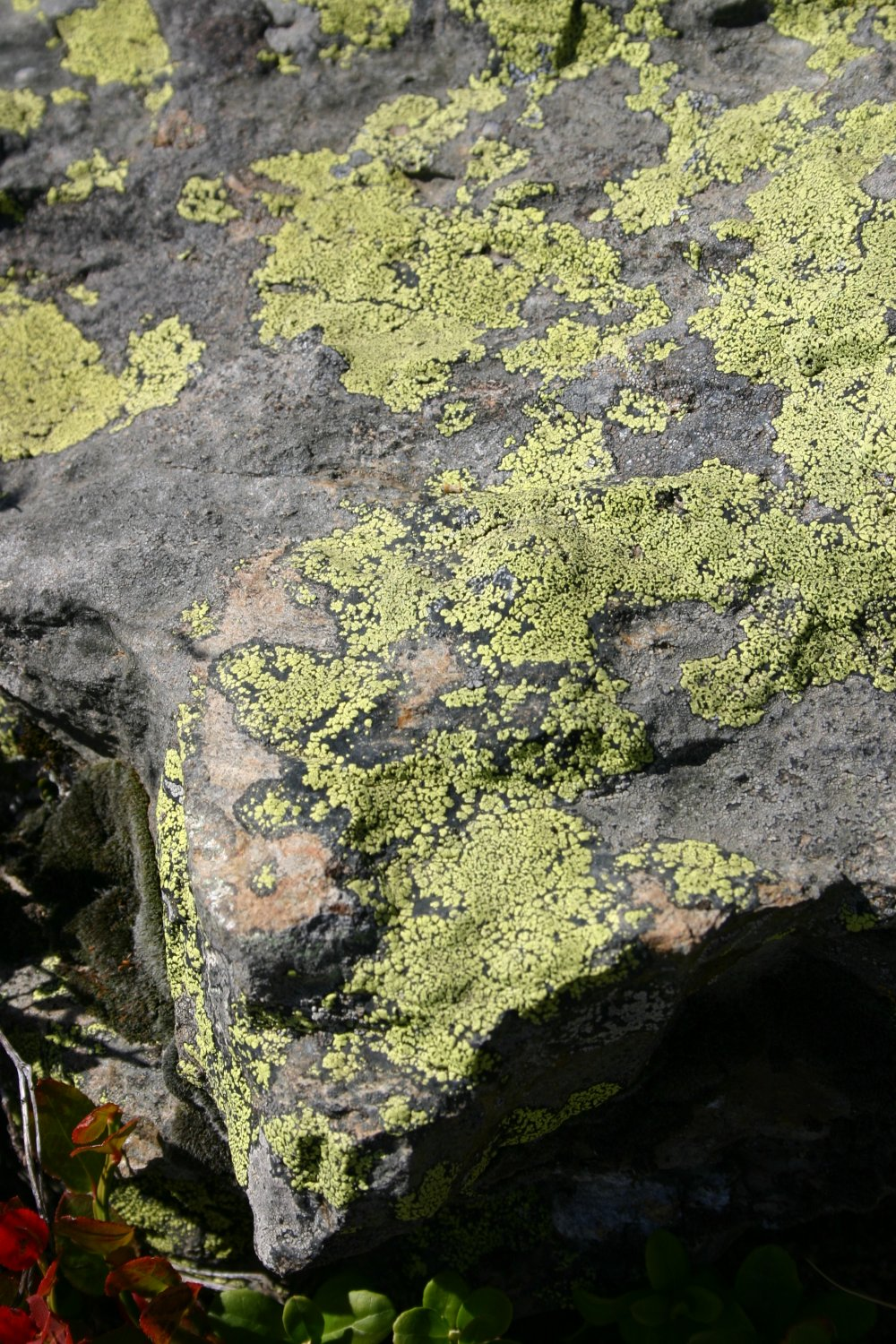
Todo tipo de liquen es resistente a un tipo específico de contaminación.

- Los líquenes (organismos resultantes de la simbiosis hongo-alga) que se desarrollan en diferentes sustratos (suelo, cortezas, tejados, piedra, etc.) Reaccionan a dosis muy bajas de determinados contaminantes (ácidos, en particular) antes que los animales y mucho antes de que la piedra de los monumentos se degrade. Cada especie de liquen tiene resistencia a una tasa específica de contaminación. Algunas especies se benefician de un enriquecimiento del aire en nitrógeno. La observación de las poblaciones de líquenes permite así seguir la evolución de la contaminación en el curso tiempo.

En el bosque, la desaparición de los líquenes puede indicar un alto nivel de dióxido de azufre, la presencia de fungicidas en la lluvia, o de contaminantes basados en azufre y nitrógeno.
Para evaluar los líquenes como bioindicadores se utiliza una plantilla generada por computadora que consta de puntos aleatoriamente ubicados en un rectángulo de 10 X 20 cm, en dos versiones: 100 puntos y 50 puntos. Para estudios ecológicos se recomienda por su precisión la plantilla de 100 puntos aleatorios aplicada a los cuatro puntos cardinales del tronco y para monitoreo de contaminación, la de 50 puntos aleatorios aplicada al lado con mayor cobertura porque produce resultados semejantes a los métodos tradicionales pero reduce tiempo y costos a la mitad
- El trébol y el tabaco permiten cuantificar y clasificar  el contenido del aire en ozono.
- Las petunias pueden ser utilizados como bioindicadores de la cantidad de hidrocarburos en el aire.[cita requerida]

## El biomonitoreo de la calidad del agua

### Definición
La bioindicación de la calidad del agua es el uso de organismos sensibles a un determinado contaminante con efectos visibles macroscópicamente o microscópicamente, a fin de evaluar la calidad del agua. Proporciona una información semi-cuantitativa sobre la contaminación del medio acuático y permite evaluar directamente el impacto ambiental de los contaminantes.

### Ejemplos
Los invertebrados  
bentónicos son muy buenos bioindicadores de la calidad de las aguas dulces, especialmente en el estudio de las concentraciones de varios metales pesados (As, Cd, Co, Cr, Cu, Pb, y Zn). El modo de vida de estas especies les permite esconderse en los sedimentos. La diferencia en la concentración de un contaminante en los sedimentos y en las capas superiores del agua puede ser grande y el modo de vida del bioindicador debe tenerse en cuenta para reflejar su exposición real a los contaminantes estudiados.
En el uso de un bioindicador para medir la concentración de un contaminante como el cadmio en uno de invertebrados acuáticos, es importante determinar la vía de entrada del contaminante en el cuerpo. Los individuos pueden absorber los metales del agua a través de sus branquias directamente o a través del alimento al ingerir presas a lo largo de la cadena alimentaria. La importancia relativa de una vía de entrada varía en función de las especies estudiadas y los contaminantes estudiados y puede ser obtenida sometiendo al bioindicador a diversos tratamientos de presencia de contaminante en el agua o en los alimentos solamente.
Las aves marinas han sido también utilizadas como bioindicadores de la contaminación marina por plásticos. La pardela cenicienta es un bioindicador útil para evaluar los niveles de plásticos de la corriente de Canarias, una zona de importancia mundial para las pesquerías industriales, pero también para la conservación de la biodiversidad pues allí se congregan una multitud de especies marinas debido a las aguas productivas de este ecosistema.
El hígado es un importante centro de acumulación de metales pesados. Los metales que penetran en un organismo pueden ser absorbidos por metaloproteínas que detoxifican los entornos celulares. Son producidas en presencia de contaminantes y son la base del mecanismo de regulación. Los lisosomas y gránulos de las células también pueden servir para secuestrar estos metales. El mecanismo varía en función del contaminante y del bioindicador estudiado. Los estudios más recientes permiten conocer la partición subcelular de los metales en un tejido particular (hígado, branquias, intestino).

## ¿El ser humano como bioindicador?
El ser humano, el espermatozoide, la fertilidad humana, la duración media de vida, o la tasa de cánceres (y su naturaleza) u otras enfermedades pueden ser parte de las baterías de indicadores de evaluación del estado del medio ambiente.
Éstos son los «integradores naturales» los más importantes objetivos de un estado medioambiental y, por tanto, los impactos de las actividades humanas en combinación con los posibles riesgos bio-geo-climáticos naturales... (lo que los hace potencialmente más fácilmente contestables).
- Ventaja: que reflejan una realidad biológica. Pueden confirmar o refutar los índices de rendimiento.
- Desventajas: Son a veces frustrantes para el examinador, ya que ponen de relieve un problema y sus síntomas, pero no especifican las causas (con frecuencia múltiples).

Los bioindicadores no son una suma de los indicadores medidos. Tienen una extrema complejidad, las sinergias y las inercias propias de los ecosistemas.
Muchos factores pueden ser responsables de la degradación del medio ambiente, por ello, es fácil negar su responsabilidad. Sin embargo, la bioindicación es útil o necesaria en muchos protocolos de evaluación y, en ocasiones, en la aplicación de la precaución.
La Comisión Europea en 2007, después de cuatro años de debates sobre el tema salud y medio ambiente, ha aprobado un proyecto piloto de biovigilancia en los seres humanos.